# まっしろ
『まっしろ』は、2015年1月13日から3月17日まで、毎週火曜日22:00 - 22:54にTBS系の「火曜ドラマ」枠で放送された日本のテレビドラマ。堀北真希演じる看護師を主人公とした医療ドラマである。初回放送は23:09まで拡大放送。

## 企画・制作
井上由美子（脚本家）が、自らの父が入院した体験を基に描いたもので、病院を舞台に、上下関係や派閥争いに巻き込まれるさまざまな看護師の人間関係を描いた群像劇であり、事前番組宣伝やキャッチコピーでは『白い巨塔』になぞらえて「白い大奥」といったアピールがなされた。主演の堀北はセレブが通う病院で働き、玉の輿結婚を目指す看護師を演じるが、役作りのためにロングヘアをショートにして撮影に臨んでいる。
本作における病院の描写は、制作当時の日本の現実世界で主流である保険診療制度でなく、TPP批准後に自由診療制度が前提となった医療界を想定して描かれた。舞台となる東王病院（とうおうびょういん）はこれを反映し、各界のセレブによる高額医療費と引き換えに病院内に一流ホテル並みの徹底したホスピタリティを追求している場と設定された。コンシェルジュが存在しホテルの客室のような豪華な病室と食事の提供がされ、看護師の服装も、ビジュアルの楽しさもホスピタリティの一種という考えからデザインを重視し、放送当時には不衛生なためほとんどの病院で廃止されていたナースキャップも憧れの象徴としてあえて着用し、これに看護師の職分のランクに従って真珠を付ける、といった形である。このような描写で「理想の病院」のひとつの形を提示し、医療のプロとホスピタリティのプロを兼ねる看護師の姿を描きながら「本当の理想の病院」とは何かを追求するドラマにしてゆくとしている。

## 登場人物
人物分類は公式サイト人物相関図による。なお東王病院における「無印」とは採用6か月未満の看護師のことをさし、「一人前」になるとナースキャップに真珠を1つ付け（一つ星）、職分が上がってサブリーダー以上では2つ（二つ星）、看護師長は3つ（三つ星）となるが、無印は何も付かない。これより適宜看護師やナースなどの言葉を省略し記載する。☆は有村朱里が玉の輿結婚を意識して恋に落ちる男性または逆プロポーズした男性。

### 主要人物
有村 朱里（ありむら あかり）〈25〉
演 - 堀北真希
無印。看護学校付属病院・千葉みどり病院の老人病棟に勤務していたが、玉の輿を狙ってセレブ病院として知られる東王病院に転職する。上京後は他の無印たちと同じ代官山の看護師寮で生活する。
仲野 孝太郎（なかの こうたろう）〈30〉
演 - 柳楽優弥
若手外科医。専門は脳外科。ボストンで最先端の医療を学ぶ。
松岡 菜々（まつおか なな）〈24〉
演 - 志田未来
入所4か月目。看護大学卒。宮城県仙台市出身で、仙台弁で話す。医療知識が豊富で辛辣な物言いをし、他のナースと違い恋愛やおしゃれには興味はなく、金を貯め込むのが趣味である。白衣はフレアースカートを着用。
和田 木綿子（わだ ゆうこ）〈26〉
演 - 高梨臨
入所5か月目。元ER（救急救命室）勤務。白衣はかなりのミニ丈スカートを着用。医師との不倫に悩んでいる。
田野島 心（たのしま しずか）〈42〉
演 - 木村多江
三つ星。看護師長→手術室ナース（第7話 - ）。「白い大奥」の総取締役。第7話でさくらの不祥事の責任を取り降格する形で10年ぶりにオペナースに戻るが、医師へのサポートは完璧にこなす。最終回では、看護師長に復帰し有村らへの真珠授与式に臨む。
羽野 明日香（はの あすか）〈28〉
演 - 菜々緒
一つ星。佐藤の愛人。最終回では別の医師との婚約が明らかになり、有村を驚かせる。
木元 さくら（きもと さくら）〈33〉
演 - MEGUMI
一つ星。
大江 淳平（おおえ じゅんぺい）〈39〉☆
演 - 眞島秀和
患者。直木賞作家。
佐藤 正隆（さとう まさたか）〈48〉
演 - 石黒賢
総合外科センター長。専門は消化器外科。
岩渕 恵（いわぶち めぐみ）〈42〉
演 - 水野美紀
病院内派閥外のオペ看護師チーフ→看護師長（第7話 - ）。20年のキャリアを持つ経験豊富な看護師。他の看護師たちと違いナースキャップと白衣は使用せず、いつも赤系のスクラブを着用している。師長就任後は服装も田野島心と入れ替わった形になり白衣を着る。

### 東王病院

#### 医師チーム
小村 真人（こむら まさと）〈34〉
演 - 水上剣星
外科医。
辰見 羊一（たつみ よういち）〈41〉
演 - 津田英佑
主任外科医。

#### 看護師 Aチーム
腕採用、すなわち看護技術の高さで採用された看護師チーム。
川本 慶子（かわもと けいこ）〈45〉
演 - 竹内都子
二つ星。副師長であり看護師たちのリーダー。
蓮見 由香（はすみ ゆか）〈32〉
演 - 信川清順
一つ星。
安田 美玖（やすだ みく）〈30〉
演 - 伊藤麻実子
一つ星。

#### 看護師 Bチーム
顔採用、すなわち外見の良さで採用された看護師チーム。
上原 陽子（うえはら ようこ）〈27〉
演 - 渡辺舞
一つ星。

#### 看護師 Cチーム
腕採用で、家庭を持つ看護師チーム。
保坂 とし恵（ほさか としえ）〈39〉
演 - 西尾まり
二つ星。サブリーダー。小学生と保育園に通う2人の娘を育てている。
柴田 歩（しばた あゆみ）〈31〉
演 - 周本絵梨香
一つ星。シングルマザー。2歳の息子がいる。

#### その他
看護師（一つ星）
演 - 鳳恵弥、小関愛
アレックス・ミドルトン
演 - マッシュー
ドアマン。

### ゲスト
キャストの横の話数は初登場回以外の出演回。
第1話
北松 敬三（きたまつ けいぞう）
演 - 鹿賀丈史（特別出演）
大学教授で、神の手と呼ばれる脳外科医。朱里が東王病院で初めて担当した脳腫瘍の入院患者。
北松 亮太（きたまつ りょうた）☆
演 - 渡辺大
北村の息子で弁護士。玉の輿狙いもあり親身に接する朱里を「天使」と褒め称え、彼女の恋のターゲットになる。
野々村 ひろみ（ののむら ひろみ）→ 安川 ひろみ（やすかわ ひろみ）〈27〉
演 - 福田彩乃（第7話）
一つ星の看護師だったが、患者の情報を不用意にブログに書いたり、不特定多数の人が集まる居酒屋で友人に話して聞かせたため解雇処分になる。第7話で再登場するまでの間に、製薬会社の御曹司にして医師の安川と結婚して玉の輿に乗り、姑の加寿子に付添う病院の客として朱里らの前に現れる。
春日 誠吾（かすが せいご）
演 - 細田善彦（第4話 - 第6話）
朱里の元彼。
春日 麗（かすが うらら）
演 - 松山メアリ（第5話 - 第6話）
誠吾の妻。いわゆるできちゃった結婚をする。
女優
演 - 床嶋佳子
入院患者。さくらを自分が出演するテレビドラマのセリフ合わせに付き合わせるのが慣習となっている。
亮太の妻
演 - 伴杏里

第2話
玉垣 れい子
演 - 真飛聖
少子化対策担当大臣。離婚後一度も会っていなかった娘が傷害事件を起こし、育児放棄だと騒がれるなか、心労による狭心症の発作で緊急入院する。
井坂 吾朗☆
演 - 竹財輝之助
玉垣の第一秘書。
種田 松子
演 - 三鴨絵里子
週刊誌記者。玉垣の緊急入院で取材陣が殺到する騒ぎに乗じて、病院内に潜入する。

第3話
三国 麻綾（みくに まあや）〈19〉
演 - 志村理佳（SUPER☆GiRLS）
アイドル。子宮外妊娠の症状で緊急搬送されて来るが、ベッドに空きがなく他病院へ回される。

第4話
末長 徹郎（すえなが てつろう）〈25〉☆
演 - 蕨野友也
年俸2億のサッカー選手。試合中の怪我で、左脚前十字靭帯及び半月板を損傷する。

第5話
勝呂 正夫（すぐろ まさお）〈75〉☆
演 - 竜雷太
静岡県在住の実業家。都内を旅行中に駅の階段から落下し、右大腿骨頚部、第六七肋骨、尾骨を骨折する。
裃 一郎（かみしも いちろう）
演 - 山口馬木也（第7話）
帝都大学病院准教授。木綿子の不倫相手。
村田 美香
演 - 滝沢恵
勝呂の娘。父が興した八百屋を弁当屋に業種変えし、夫婦で店を切盛りしている。
村田 貞道
演 - 新貝文規
美香の夫。

第7話
仲野 幸助（なかの こうすけ）
演 - 宅麻伸（友情出演）（第8話 - 最終話）
帝都大学病院教授兼新がんセンター長。外科学会会長。孝太郎の父。
安川 加寿子
演 - 高林由紀子
安川製薬社長夫人。ひろみの姑。別の病院から東王病院に緊急転院してくる。看護師を見下しており、朱里たちの前でも嫁をいびる。
安川 伸介
演 - 権藤昌弘
帝都大学病院心臓外科医。ひろみの夫。同病院に再就職したひろみの色仕掛けに落ちて結婚した。

最終話
入院患者
演 - 井上真樹夫

## スタッフ
- 脚本 - 井上由美子
- 音楽 - 横山克、鈴木真人
- 演出 - 今井夏木、坪井敏雄、伊藤雄介、東仲恵吾、加藤新
- 主題歌 - miwa「fighting-φ-girls」（ソニー・ミュージックレコーズ）[13][14]
- プロデュース - 植田博樹、東仲恵吾
- 製作著作 - TBS

## 放送日程
| 各話                                                      | 放送日  | サブタイトル                                          | 演出     | 視聴率 | 備考     |
| --------------------------------------------------------- | ------- | ----------------------------------------------------- | -------- | ------ | -------- |
| 第1話                                                     | 1月13日 | 玉の輿を狙う新人ナース!! この白い大奥で恋に仕事に勝つ | 今井夏木 | 7.9%   | 15分拡大 |
| 第2話                                                     | 1月20日 | 口外厳禁!! 開かずの病室の秘密                         | 坪井敏雄 | 7.8%   |          |
| 第3話                                                     | 1月27日 | 師長退陣!? 看護師全面戦争! 患者と禁断の恋             | 伊藤雄介 | 5.7%   |          |
| 第4話                                                     | 2月03日 | 生きる! 勇気を私にくれた人                            | 今井夏木 | 5.1%   |          |
| 第5話                                                     | 2月10日 | 人生最後の願いとは?                                   | 坪井敏雄 | 5.4%   |          |
| 第6話                                                     | 2月17日 | 元カレ妻を看護!?命をかけて守る大切なもの              | 東仲恵吾 | 5.9%   |          |
| 第7話                                                     | 2月24日 | 優しい嘘… 残酷な告知!本物の愛の選択とは               | 今井夏木 | 4.6%   |          |
| 第8話                                                     | 3月03日 | 攻めの看護20年間の覚悟!!                              | 加藤新   | 4.9%   |          |
| 第9話                                                     | 3月10日 | 究極の選択 救えないオペか尊厳ある死か!?               | 坪井敏雄 | 5.4%   |          |
| 最終話                                                    | 3月17日 | 哀しみの涙、瞳に宿るは希望                            | 今井夏木 | 5.2%   |          |
| 平均視聴率 5.8%（視聴率は関東地区、ビデオリサーチ社調べ） |         |                                                       |          |        |          |

## 関連商品
ホームメディア
火曜ドラマ 『まっしろ』 DVD & Blu-ray BOX
それぞれ2015年7月29日発売。製作著作・発売元：TBS、販売元：TCエンタテインメント。

サウンドトラック
火曜ドラマ 『まっしろ』 オリジナル・サウンドトラック
2015年3月4日発売。発売元：Anchor Records、UZCL-2064

書籍
クックパッド＆まっしろのおいしい健康セレブレシピ
クックパッド＆TBSテレビ・著、2015年6月2日発売。発行元：KADOKAWA。ISBN 978-4-04-102827-8
劇中に登場した、健康に配慮したセレブ向け病院食などのレシピ本。